# HIP 5158
HIP 5158 — звезда находящаяся в созвездии Китана расстоянии 130 световых лет от нас. Вокруг звезды обращаются как минимум две планеты

## Характеристика
Звезда является оранжевым карликом класса K5V. Масса оценивается в 0.78 масс Солнца, а светимость примерно в 4 раза меньше солнечной.

## Планетная система
в 2009 году была открыта экзопланета HIP 5158 b с массой 1,44 ± 0,14 масс Юпитера, вращающаяся по эксцентричной орбите с большой полуосью 0,89 а. е. и эксцентриситетом 0,52, и делающая один оборот за 346 ± 5 земных суток. Открытие было сделано методом измерения лучевых скоростей родительской звезды.
В 2011 была открыта массивная планета или лёгкий коричневый карлик в системе. Её минимальная масса оценивается в 15 ± 10 масс Юпитера, большая полуось орбиты составляет 7,70 ± 1,88 а. е., орбитальный период равен 9018 ± 3181 земных суток (~25 ± 9 лет). Эксцентриситет орбиты внешней планеты гораздо меньше эксцентриситета орбиты внутренней, и оценивается в 0,14 ± 0,1. Такие большие погрешности вызваны, прежде всего, тем, что за время наблюдений внешняя планета прошла только малую часть своей орбиты.
Скорее всего, объект HIP 5158 c является лёгким коричневым карликом.